# 郭治國
郭治國（1966年—），中華民國海軍中將，現任國防部電訊發展室主任，曾任國防部參謀本部通資次長室少將助理次長、海軍艦隊指揮部少將副指揮官、海軍司令部戰備訓練處少將處長、海軍131艦隊艦少將艦隊長。畢業於海軍官校正77年班。